# Danaholmen
Danaholmen, auch Danska Liljan, ist eine kleine zu Schweden gehörende Insel im Kattegatt.
Sie liegt im Göteborger Schärengarten westlich von Göteborg in der Provinz Västra Götalands län und gehört zur Gemeinde Göteborg. Danaholmen verfügt über eine annähernd dreieckige, fast schon herzförmige Grundfläche. Die maximalen Ausdehnungen der unbewohnten Insel betragen jeweils weniger als 200 Meter. Nur wenig weiter östlich befindet sich die Insel Klåveskär und die Inselgruppe Vasskären. Mit diesen beiden und Harstensbådan bildet Danaholmen ein Vogelschutzgebiet. Südöstlich von Danaholmen führen die Fährrouten Göteborg-Kiel und Göteborg-Frederikshavn vorbei.
Während die benachbarten Schäreninseln sich häufig als reine Felsformationen zeigen, verfügt Danaholmen neben Klippen auch über Kies und Geschiebemergel. Sie ist daher mit Gras bewachsen.
Trotz ihrer geringen Größe wurden auf Danaholmen mehrere prähistorische Funde gemacht.
Historisch ist Danaholm von Bedeutung, da hier zwischen 1050 und 1056 der Danaholmen-Vertrag zwischen dem dänischen und dem schwedischen König, bei Anwesenheit des norwegischen Königs geschlossen worden sein soll. In dem Vertrag sollen Grenzverläufe vereinbart und Danaholmen dabei selbst in drei Teile geteilt worden sein, so dass sich auf der kleinen Insel ein Dreiländereck zwischen den Königreichen befunden haben soll.